# Пренатальная диагностика
Пренатальная диагностика — комплексная дородовая диагностика с целью обнаружения патологии на стадии внутриутробного развития. Позволяет обнаружить более 98 % плодов с синдромом Дауна (трисомия 21); трисомии 18 (известной как синдром Эдвардса) около 99,9 %; трисомии 13 (синдром Патау) около 99.9%, более 40 % нарушений развития сердца и др. В случае наличия у плода болезни родители при помощи врача-консультанта тщательно взвешивают возможности современной медицины и свои собственные в плане реабилитации ребёнка. В результате они принимают решение о судьбе данного плода и решают вопрос о продолжении вынашивания или о прерывании беременности.
К пренатальной диагностике относится и определение отцовства на ранних сроках беременности, а также определение пола плода.

## Применение преимплантационной диагностики
В настоящее время в ряде стран уже доступна преимплантационная генетическая диагностика (до имплантации в матку) эмбриона, развившегося в результате искусственного оплодотворения (при числе клеток около 10). Определяется наличие маркеров около 6000 наследственных заболеваний, после чего решается вопрос о целесообразности имплантации эмбриона в матку. Это позволяет иметь собственного ребёнка парам, ранее не рисковавшим из-за высокого риска наследственных заболеваний. С другой стороны, некоторые специалисты считают, что практика вмешательства в природное разнообразие генов несёт в себе определённые скрытые риски.

## Методы пренатальной диагностики
- Анализ родословной родителей
- Генетический анализ для родителей
- Инвазивные методы пренатальной диагностики
  - Биопсия хориона
  - Плацентоцентез (поздняя биопсия хориона)
  - Амниоцентез (забор околоплодных вод)
  - Кордоцентез (забор крови из пуповины)
- Неинвазивные методы пренатальной диагностики
  - скрининг материнских сывороточных факторов
  - Ультразвуковое исследование плода, оболочек и плаценты
  - Сортинг (секвенирование) фетальных клеток
  - Неинвазивный пренатальный ДОТ-тест